# Alles, was von Gott geboren, BWV 80a

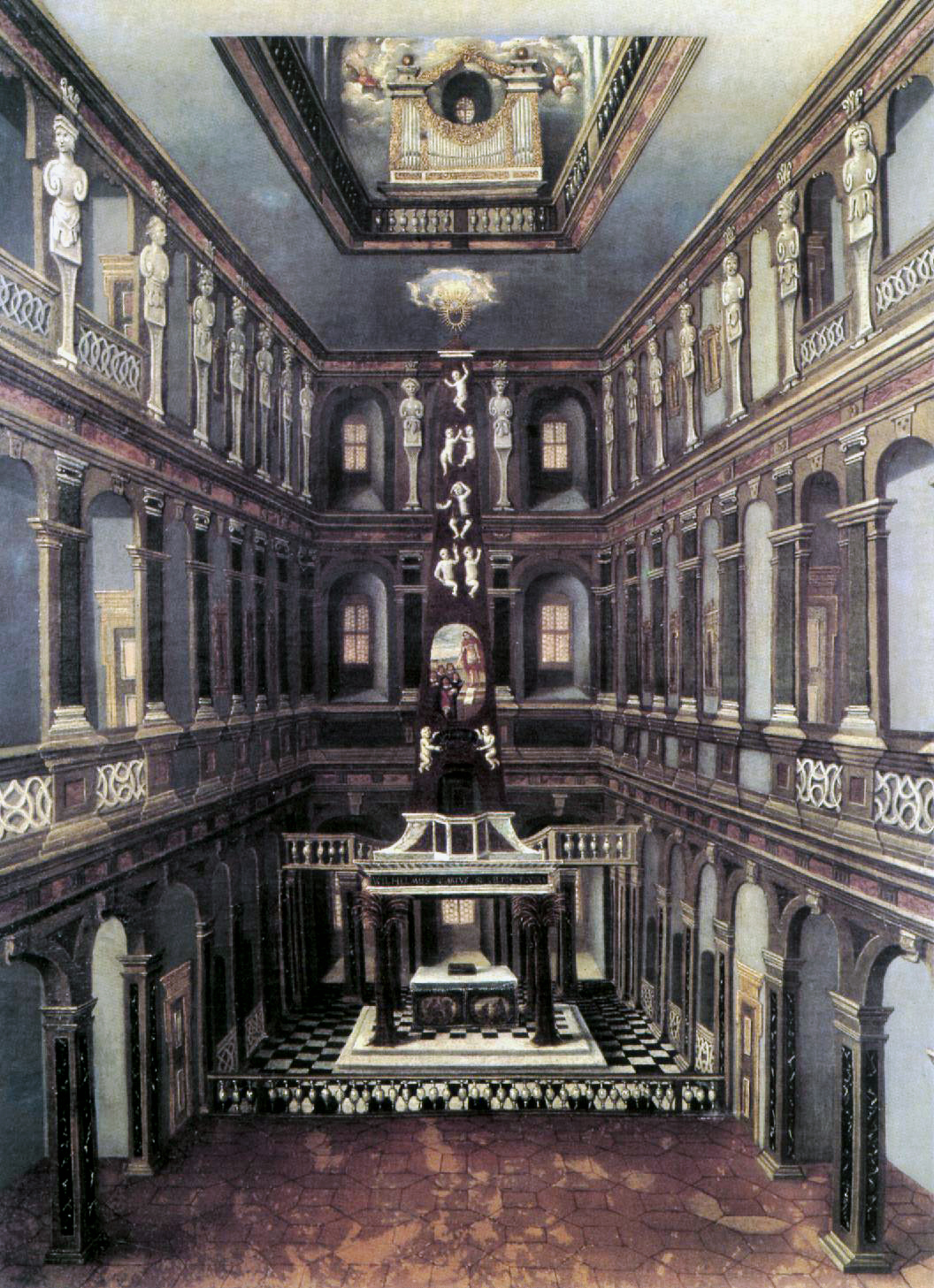
Schlosskirche, Weimar.

Alles, was von Gott geboren, BWV 80a (Todo o que em Deus tem nascido) é uma cantata de igreja escrita por Johann Sebastian Bach em Weimar para o terceiro domingo de Quaresma e estreada o 24 de março de 1715 ou bem o 15 de março de 1716.
Toda a música desta cantata se perdeu. Entretanto, para 1730 Bach ampliou esta obra para criar uma cantata com a que celebrar no Dia da Reforma, dando como resultado Ein feste Burg ist unser Gott, BWV 80, que nos permite deduzir alguns aspectos musicais da BWV 80a.

## História
Desde 1708 Bach trabalhou para a corte em Weimar. Em 2 de março de 1714 Bach foi nomeado Konzertmeister da capela cortesana de Weimar dos duques co-reinantes Guillermo Ernesto e Ernesto Augusto de Sajonia-Weimar. Neste posto assumiu a responsabilidade principal de compor novas obras, concretamente cantatas para a Schlosskirche (igreja do palácio), com uma periodicidade mensal.
Bach compôs esta obra durante sua estadia em Weimar para o terceiro domingo de Quaresma, também conhecido como Oculi. A cantata foi interpretada pela primeira vez o 24 de março de 1715 conforme a Alfred Dürr ou 15 de março de 1716 segundo Klaus Hofmann.
Bach não pôde utilizar a obra em Leipzig, porque não se permitia a interpretação musical de cantatas durante a Quaresma. Os dois primeiros movimentos, aria e recitativo, foram transformados nos movimentos 2 e 3, os movimentos 4 e 5, recitativo e aria, passaram a ser os movimento 6 e 7.

## Análise

### Texto
As leituras estabelecidas para esse dia eram da epístola aos efesios, conselhos para uma vida virtuosa (Efesios 5:1-9: 5:1-9), e do evangelho segundo São Lucas expulsando a um demónio (Lucas 11:14-28: 11:14-28).
O texto da cantata era do poeta cortesano Salomo Franck (1659-1725) e foi publicado em Weimar em 1715 em Evangelisches Andachts-Opffer. O texto do primeiro movimento parafraseia um versículo da primeira epístola de João, "Porque todo o que é nascido de Deus vence ao mundo" (1 Juan 5:4: 5:4). O coral de fechamento é a segunda estrofa do hino "Ein feste Burg ist unser Gott" de Martín Lutero.

### Instrumentação
A obra está escrita para quatro vozes solistas (soprano, alto, tenor e baixo), um coro a quatro vozes; a instrumentação é desconhecida.

### Estrutura
Consta de seis movimentos.
1. Aria (baixo): Alles, was von Gott geboren
2. Recitativo (baixo): Erwäge doch, Kind Gottes, die so große Liebe
3. Aria (soprano): Komm in mein Herzenshaus
4. Recitativo (tenor): So stehe denn bei Christi blutgefärbten Fahne
5. Aria (alto, tenor): Wie selig ist der Leib
6. Coral: Mit unser Macht ist nichts getan

Ainda que perdeu-se a música, alguns aspectos podem-se deduzir da cantata posterior para o Dia da Reforma. Provavelmente a primeira aria continha um cantus firmus instrumental do coral "Ein feste Burg ist unser Gott" de Lutero, cantado pela soprano em BWV 80. Ambos recitativos começam sendo secco e terminam num arioso. O primeiro enfatiza o texto daß Christi Geist mit dir sich fest verbinde (para que o espírito de Cristo se assente com força em vocês), o segundo dein Heiland bleibt dein Hort (teu Salvador seguirá sendo teu tesouro). O coral de fechamento é um arranjo a quatro vozes da segunda estrofe do hino de Lutero. Bach's harmonisation of that movement possibly survives in BWV 303.

## Veja-se também
- Composições de Johann Sebastian Bach
- Anexo:Cantatas de Johann Sebastian Bach